# Dolnja Košana
Dolnja Košana – wieś w Słowenii, gmina Pivka. 1 stycznia 2017 liczyła 323 mieszkańców.